# 페덱스 익스프레스 705편 납치 사건
페덱스 익스프레스 705편은 1994년 4월 7일에 발생한 자살 공격 시도, 항공기 납치 사건이다. 사고기는 페덱스 익스프레스 소속의 맥도넬더글러스 DC-10 기종이며, 하이재커 1명, 승무원 3명, 총 4명이 전원 생존하였다.

## 개요
하이재커 오번 캘러웨이는 사고 당일 1주일 전으로부터 치밀한 계획을 세워 비행기를 위험에 빠뜨리게 하려고 하였다. 캘러웨이는 음성 기록이 되지 않기 위해 조종실의 음성 기록 장치를 껐으나, 항공기관사 앤드류 피터슨이 검토를 하면서 발각되고 말았다. 후에 캘러웨이는 기타 케이스에 숨겨두었던 망치와 작살총으로 먼저 피터슨을 망치로 세게 내리친 다음에 기장 데이비드 샌더스와 부기장 제임스 터커(약 45초간 기절했다고 진술)를 공격했다. 이후 조종은 머리에 부상을 입어 몸의 반쪽만 사용할 수 있는 부기장 터커가 맡게 되었고, 샌더스 기장과 피터슨은 조종실에서 나와 캘러웨이의 작살총과 망치를 뺏으려고 안간힘을 썼다. 싸움이 진행되던 중 전직 해군 전투기 조종사였던 터커 부기장은 항공기 자체가 캘러웨이에 위협이 될 무기라 판단하고, 비행기를 여러 각도로 회전시키며 캘러웨이의 계획대로 되지 않게 하였다. 이때 비행기는 수직 하락을 하는 등 위험했으나 캘러웨이에 대한 효과는 좋았다. 이후 샌더스 기장의 도움 요청으로 터커 부기장은 자동 운항으로 맞춘 다음 기장 샌더스와 교체하였다. 터커 부기장은 몸을 반쪽 밖에 쓰지 못하여 작살을 빼앗을 때 작살을 들고 있는 촉각이 느껴지지 않았다고 했지만, 캘러웨이는 제압당했고, 샌더스 기장은 어려운 착륙 시도 끝에 공항에 무사히 착륙시켰다.

## 같이 보기
- 자살비행
- 전일본공수 61편 납치 사건
- 에어프랑스 8969편 납치 사건